# Compo
Compo (troligen av engelska competition ”tävling”), tävling inom demoscenen. På demopartyn arrangeras compon för programmerare, musiker och grafiker. Compon kan även hållas över nätverk. Vanligtvis sker bedömningen i form av omröstning bland de tävlande och andra närvarande, eller, när det gäller programmering, i form av objektiva mått som programstorlek eller exekveringstid.